# 梅尔希奥·恩达达耶
梅尔希奥·恩达达耶（英語：Melchior Ndadaye，1953年3月28日－1993年10月21日）是蒲隆地的胡圖族知識分子暨政治家，他也是在1993年蒲隆地總統選舉後所產生第一位民主選舉之蒲隆地總統。
1979年8月，他参加了布隆迪工人党（UBU）的成立，由于对加强布隆迪民主运动所采取策略的意见分歧，他于1983年离开。
雖然他試圖解決國家種族分裂之問題，但是針對以圖西族為主的軍隊進行改革的計畫遭遇強烈反對。最後他1993年10月一場失敗的軍事政變中遭到暗殺，當時僅上任3個月之久，总统被14箭伤。這起刺殺案也引發圖西族和胡圖族之間的暴力屠殺情況，並且最後爆發了長達十年的蒲隆地內戰。